# Otto Sipkes
Otto Wilhelm Sipkes (Sint-Maartensdijk, 24 juni 1864 - Wassenaar, 16 oktober 1928) was een Nederlands jurist.
Sipkes, zoon van het Zeeuwse Statenlid en notaris Jacob Sipkes en diens echtgenote Otteline Wilhelmine Was, studeerde rechten aan de Universiteit Leiden van 1882 tot 1886. Op 2 juni 1886 promoveerde hij daar op De verplichting van den verkooper tot levering. Na zijn promotie werd hij advocaat te Leiden, waar hij in 1892 ook kantonrechter-plaatsvervanger werd. In 1909 werd hij benoemd tot rechter bij de rechtbank Rotterdam en in 1917 bij de rechtbank Den Haag. In 1920 werd hij benoemd tot raadsheer bij het Gerechtshof Den Haag.
Op 14 juni 1927 werd Sipkes aanbevolen voor benoeming tot raadsheer in de Hoge Raad der Nederlanden, ter vervulling van een vacature vanwege uitbreiding. De Tweede Kamer plaatste Sipkes eveneens bovenaan haar voordracht (maar schoof Adam van Kan en R.W.J.C. de Menthon Bake omhoog naar de tweede en derde plaats) en de benoeming volgde op 27 juni van dat jaar. Op 16 oktober 1927 werd Sipkes echter al op eigen verzoek ontslag verleend vanwege zijn gezondheid; hij werd op 7 december opnieuw benoemd tot raadsheer bij het Gerechtshof Den Haag.
Sipkes was op 8 september 1896 te Vlissingen getrouwd met Jacoba Maria Winkelman. Hij overleed op 64-jarige leeftijd te Wassenaar.